# Croyance en un monde juste
La croyance en un monde juste ou hypothèse du monde juste est un biais cognitif originellement décrit par le psychologue social Melvin J. Lerner (en), suivant laquelle on obtient ce qu'on mérite ou mérite ce qu'on obtient. 

## Description
Selon cette croyance, toute noble action d'une personne doit nécessairement et justement tendre à lui être bénéfique, tandis que toute action mauvaise tend à lui nuire. Autrement dit, l'hypothèse du monde juste est la tendance à considérer des événements produits ou attendus comme les conséquences d'une force universelle restaurant l'équilibre moral. Cette croyance implique généralement l'existence d'une force métaphysique : équilibre ou justice cosmique, destin, providence, etc. Elle peut aisément être la cause de sophismes, de rationalisation comme le blâme de la victime pour son propre malheur.
Les résultats cohérents obtenus à la suite de l'application de cette théorie dans différents domaines de recherche, c'est-à-dire le lien entre une croyance forte des observateurs et leur tendance à assigner le blâme aux victimes pour la souffrance de ceux-ci, ont fait d'elle une théorie largement acceptée dans le cadre de la recherche en psychologie sociale,.

## Origines de la théorie
Si de nombreux philosophes ont abordé le sujet sous différents aspects, ce sont les travaux de Lerner qui ont mis la croyance en un monde juste sur le devant de la scène scientifique dans le domaine de la psychologie sociale.

### Melvin Lerner
Lerner a été amené à étudier les croyances relatives à la justice et l'hypothèse du monde juste dans le contexte d'une enquête de psychologie sociale sur les interactions sociales et sociétales négatives. À la suite des travaux de Stanley Milgram sur l'obéissance à l'autorité, Lerner tenta de montrer comment les régimes faisant usage de violence et de cruauté peuvent conserver le soutien populaire et comment la population en vient à accepter des normes sociales et des lois qui produisent misère et souffrance.
Lerner a voulu conduire son enquête après avoir constaté la tendance répétée des observateurs à blâmer les victimes pour leurs souffrances. Lors de sa formation clinique de psychologue, il a pu observer le traitement des personnes mentalement handicapées par les professionnels de la santé. Malgré leur éducation et leur bonté, ils en venaient souvent à blâmer leurs patients pour les souffrances qui les affectaient. À la surprise de Lerner, ses étudiants dénigraient également les pauvres, en toute apparence oublieux des forces structurelles qui contribuent à la pauvreté. Dans une étude sur les récompenses, il a pu observer que lorsque dans un binôme un des deux membres au hasard reçoit une récompense pour une tâche, les observateurs évaluent cette personne de manière plus favorable, et cela alors même que les observateurs ont été informés de l'attribution aléatoire de la récompense,. Les théories de psychologie sociale existant déjà à l'époque, comme la dissonance cognitive, ne permettaient pas d'expliquer ce phénomène de manière satisfaisante. C'est pour comprendre les procédés socio-psychologiques à la base de ces phénomènes que Lerner a conduit ses premières expériences.

## Premiers éléments
En 1966, Lerner et ses collègues entreprirent une série d'expériences mettant en scène l'usage de chocs électriques sur une personne pour étudier les réponses des sujets observateurs à la victimisation. Dans la première de ces expériences conduites à l'université du Kansas, ils demandèrent à 72 sujets féminins de regarder un complice recevoir des faux chocs électriques dans de diverses conditions. Au début, les sujets étaient offusqués en observant cette douleur apparente, mais au fur et à mesure qu'elle était infligée et que les observateurs restaient dans l'incapacité d'intervenir, ils commençaient à dénigrer la victime. Plus la douleur observée était grande, plus le dénigrement était fort. Cependant, si les sujets apprenaient que la victime recevrait une compensation pour sa souffrance, ils ne dénigraient pas la victime. Lerner et ses collègues, ainsi que d'autres chercheurs, ont reproduit ces résultats dans des études ultérieures.

## Théorie
Pour expliquer les résultats de ces études, Lerner a élaboré la théorie selon laquelle il existe une croyance très répandue en un monde juste, c'est-à-dire un monde dans lequel chaque action et condition a des conséquences prévisibles et appropriées. Ces actions et conditions sont, typiquement, les comportements et attributs des individus. Les conditions spécifiques qui correspondent à certaines conséquences sont déterminées socialement par les normes et idéologies d'une société. Selon Lerner, la croyance en un monde juste est fonctionnelle : elle conforte l'idée que l'on peut changer le monde d'une manière prévisible. La croyance en un monde juste est une sorte de « contrat » avec le monde en ce qui concerne les conséquences du comportement d'un individu. C'est ce qui lui permet de faire des plans pour le futur, de s'engager dans un comportement motivé par un but. Lerner a synthétisé ses résultats et son travail théorique dans son monographe The Belief in a Just World: A Fundamental Delusion, publié en 1980.
La théorie de Lerner est que la croyance en un monde juste est d'une importance cruciale pour le maintien du bien-être d'un individu. Étant cependant confronté tous les jours à un monde apparemment injuste, à des gens souffrant sans raison apparente, l'individu utilise des stratégies pour éliminer cette menace envers sa croyance en un monde juste. Ces stratégies peuvent être rationnelles ou irrationnelles. Parmi les stratégies rationnelles, il y a l'acceptation de la réalité de l'injustice, la prévention de l'injustice ou sa correction, l'acceptation de ses propres limites ; parmi les stratégies irrationnelles, il y a le déni, l'isolement, la réinterprétation des événements.
Afin de réinterpréter un événement, le faire correspondre à sa croyance en un monde juste, l'individu peut réinterpréter l'effet même, la cause ou le caractère de la victime. Dans le cas où il observe la souffrance injuste de personnes innocentes, une façon majeure de corriger sa connaissance de l'événement est de considérer que la victime mérite sa souffrance. Plus spécifiquement, les observateurs peuvent blâmer les victimes pour leurs souffrances en raison de leurs comportements ou de leurs caractéristiques. Une grande partie de la recherche psychologique sur la croyance en un monde juste s'est concentrée sur ce phénomène social négatif, le blâme de la victime et le dénigrement de la victime dans différents contextes.
Comme effet supplémentaire de ce mode de pensée, on remarque que des personnes peuvent être moins vulnérables si elles ne pensent pas avoir mérité ou causé quelque chose de négatif. Ceci se rapporte au biais d’autocomplaisance observé par les socio-psychologues.
De nombreux chercheurs ont considéré la croyance en un monde juste comme un exemple d'attribution causale. Dans le cas de blâme de la victime, les causes de la victimisation sont attribuées à un individu plutôt qu'à une situation. Ainsi les conséquences de la croyance en un monde juste peuvent être expliquées en termes de motifs particulier d'attribution causale.

## Explications alternatives

### Jugement véridique
Une explication alternative du dénigrement de la victime par l'observateur impuissant part du principe que le jugement du caractère de la victime par ce dernier est en fait exact. En ce qui concerne les premières études de Lerner en particulier, certains ont émis l'hypothèse selon laquelle le dénigrement par l'observateur d'un individu ayant accepté de se faire infliger des chocs électriques sans raison est logique. Une étude ultérieure de Lerner met à mal cette hypothèse alternative, cependant, en montrant que les victimes ne sont dénigrées que lorsqu'elles souffrent ; les individus qui acceptent de subir cette douleur, mais sans qu'elle leur soit infligée par la suite, sont jugés positivement.

### Réduction du sentiment de culpabilité
Une autre explication alternative du dénigrement de la victime par l'observateur impuissant est qu'il lui sert à réduire son propre sentiment de culpabilité. L'observateur peut se sentir responsable ou coupable de la souffrance de la victime si elle est elle-même impliquée dans la situation ou dans l'expérience, et réduit cette culpabilité en dévalorisant la victime,,. Lerner et ses collègues ont cependant affirmé que cette interprétation ne se base sur aucune observation scientifique adéquate. Ils ont eux-mêmes produit une étude dans laquelle les observateurs, n'étant pourtant pas impliqués dans le cours de l'expérience, dénigraient tout de même les victimes.

### Réduction de l'inconfort
Enfin, une autre explication alternative présente le dénigrement des victimes comme une stratégie psychologique, parmi d'autres, de réduire l'inconfort à la vue de souffrances. En d'autres termes, la motivation première ne serait pas d'accorder les événements à sa croyance en un monde juste mais de réduire l'état d'inconfort causé par l'empathie. Des études ont montré que si des individus dénigrent des victimes, cela ne les empêche pas de leur venir en aide par la suite, et que l'empathie a un rôle important lorsqu'ils leur jettent le blâme. Selon Ervin Staubb, le fait de dévaloriser la victime devrait apporter une compensation minime si la restauration de la croyance en un monde juste était la motivation principale ; néanmoins il n'y a pratiquement aucune différence en termes de compensation si celle-ci vient avant ou après la dévalorisation. La psychopathie a également été liée au manque de stratégie de maintien du monde juste, probablement causé par la réduction des réactions émotionnelles et un manque d'empathie.

## Éléments additionnels
À la suite des premières études de Lerner, d'autres chercheurs ont reproduit ces résultats dans d'autres conditions dans lesquelles des individus étaient sujets à la victimisation. Ce travail entrepris dans les années 1970 et qui continue encore de nos jours enquête sur la réaction des observateurs aux calamités dues au hasard, comme les accidents de la route, ainsi qu'aux cas de viols et de violences domestiques, aux maladies, à la pauvreté. En règle générale, les chercheurs ont montré que les observateurs dénigrent et blâment les victimes innocentes pour leurs souffrances.
Les socio-psychologues Zick Rubin et Letitia Anne Peplau ont élaboré au début des années 1970 une unité de mesure de la croyance en un monde juste. Cette unité de mesure, ainsi que sa révision publiée en 1975, a permis l'étude des différences individuelles de croyance en un monde juste. La plus grande partie de la recherche ultérieure sur le sujet utilise depuis ces conventions de mesure.

### Violence
Dans le cadre d'une expérience sur le viol et la croyance en un monde juste, Linda Carli a formé deux groupes de personnes et leur a donné un scénario narrant une interaction entre un homme et une femme. Pour l'un des deux groupes, l'interaction se terminait de façon neutre tandis que pour l'autre, elle se terminait par le viol de la femme par l'homme. Les personnes de ce dernier groupe ont jugé cette issue inévitable et ont blâmé la femme pour son viol à cause de son comportement. Ces résultats ont été reproduits de manière répétée et diverse, par exemple en opposant le viol et un « happy ending » (une proposition en mariage),.
D'autres recherches ont abouti à des résultats similaires sur le jugement des victimes de violence conjugale. Une étude a montré que l'observateur assigne un blâme d'importance proportionnelle à l'intimité de la relation dans laquelle la victime femme se trouve. Les observateurs ne blâment l'auteur de violence que dans les cas les plus extrêmes où un homme frappe une connaissance.

### Harcèlement scolaire
La théorie de la croyance en un monde juste a également été utilisée dans le cadre de la recherche sur le harcèlement scolaire. Les résultats vont à l'opposé des cas précédemment développés : les individus faisant preuve d'une croyance forte en un monde juste prennent une attitude plus forte contre le harcèlement. Une croyance forte en un monde juste est également associée à un plus faible comportement de harcèlement. Ces résultats sont conformes à la vision de Lerner selon laquelle la croyance en un monde juste fonctionne comme un « contrat » qui régit le comportement. Des preuves supplémentaires montrent que la croyance en un monde juste contribue au bien-être des enfants et des adolescents dans l'environnement scolaire.

### Maladies
La théorie de la croyance en un monde juste a également été appliquée aux cas de maladies. Les observateurs jugent similairement les malades responsables de leurs maladies. Une expérience a montré que les personnes souffrant de diverses maladies sont davantage dénigrées selon des critères esthétiques que les personnes saines. Les personnes souffrant d'indigestion, de pneumonie ou d'un cancer de l'estomac étaient dénigrées ; les personnes souffrant de maladies plus graves l'étaient plus encore, mis à part les cas de cancers. Une croyance plus forte en un monde juste a également été associée à un dénigrement plus fort des victimes du SIDA.

### Pauvreté
Dans un autre domaine, la réaction à la pauvreté a récemment été examinée dans le cadre de la recherche sur la croyance en un monde juste. Les personnes présentant une croyance forte blâment les pauvres, alors que celles qui présentent une croyance faible identifient des causes externes : systèmes économiques, guerre, exploitation,...

### Du point de vue de la victime
Ronnie Janoff-Bulman a étudié la croyance en monde juste du point de vue de la victime elle-même. Elle a montré que les victimes de viol pensent souvent leurs propres comportements plutôt que leurs traits personnels comme la raison de leur victimisation. Elle émet l'hypothèse selon laquelle cette réponse leur donne le sentiment qu'elles peuvent mieux contrôler l'événement et donc éviter qu'il se reproduise.